# Moorseebach (Breitbach)
Der Moorseebach ist ein etwa 5 km langer Bach im Steigerwaldvorland, der nach einem etwa 5 km langen, im Wesentlichen westsüdwestlichen Lauf bei Mönchsondheim von rechts in den Breitbach mündet. Quelle und Mündung liegen auf der Gemarkung von Iphofen, der Mittellauf durchquert die von Markt Einersheim, beide im unterfränkischen Landkreis Kitzingen. Der Moorseebach ist ein ganzjähriges Fließgewässer 3. Ordnung.

## Geographie

### Verlauf

#### Oberlauf
Der Moorseebach entspringt auf etwa 326 m ü. NHN einer Quelle in einer kleinen Oberlaufbucht im Waldgebiet Kesselholz in der Hochebenengabel zwischen dem meist ähnlich hohen Schlossbergsattel sowie dem Weiler Neubauhof im Norden und dem Bergsporn Bühl (352 m ü. NHN) im Süden. In den dort kaum längeren Ablauf der Hauptquelle mündet ein kaum fünfzig Meter langer linker Quellarm. Schon nach hundert Metern tritt Wiesenflur auf dem anfänglichen Westlauf des Bachs ans Ufer, zunächst nur rechts.
Am Südfuß des Schloßbergs (420 m ü. NN)  mit der Burgruine Speckfeld trifft er inzwischen in offener Flur auf die Verbindungsstraße vom Gutshof Neubauhof zum Marktdorf, speist einen Weiher rechts am Lauf, wechselt hier die Richtung und folgt nun der Straße nach Südwesten in noch wenig eingetiefter Talsenke. Am Nordrand des Höhenrückens Hasenbuck (309 m ü. NHN) passiert er ein kleines Wäldchen am linken Hang. Danach mündet von rechts ein kurzer, nur periodisch wasserführender Zufluss. Dicht am restlichen Oberlauf liegen insgesamt vier kleine Quellen und ein Weiher mal links, mal rechts, die alle in den Bach entwässern.

#### Mittellauf
Westlich des Iphöfer Dorfes Possenheim am linken Talhang queren erst die von dort kommende, auch Alte Reichsstraße genannte Verbindungsstraße der Dörfer, gleich darauf die B 8 den Moorseebach auf Einersheim zu, das etwas weiter abwärts auf dem rechten Talhang liegt. Dann teilt sich der Bach in zwei Äste, die beide bald inzwischen westwärts auf Markt Einersheimer Gebiet übertreten. Dem linken Arm läuft gegenüber dem östlichen Gewerbegebiet Markt Einersheims an einem kleinen Weiher ein von zwei Quellen gespeister Weggraben zu.
Kurz vor der Sekretariusmühle laufen die beiden Zweige wieder zusammen, doch an dieser rechts am Lauf stehenden ersten Mühle von Markt Einersheim teilt sich der Bach sogleich wieder, die parallelen Zweige zwischen dem Weiler Am Kühbuck auf dem linken Hang und Einersheim am rechten fassen insgesamt drei kleine Weiher ein und nehmen von links drei Quellabläufe auf, von rechts einen. Am Wiederzusammenlauf an der Eselsmühle quert die in Einersheim Mönchsondheimer Straße genannte Kreisstraße KT 1 den Moorseebach in Richtung auf den namengebenden Iphöfer Ort im Süden zu.
Danach passiert der Bach die Kläranlage von Einersheim, neben der ein wieder etwas längerer linker Hangquellabfluss mündet. Im Gleichlauf mit der Badstraße läuft er daraufhin unter der auf hoher Brücke querenden Bahnstrecke Fürth–Würzburg hindurch.

#### Unterlauf
Danach stehen der Ortsteil Am Wasserhäuschen und die Schwarzmühle am rechten Ufer gegenüber dem aus einer höherliegenden Quelle gespeisten Freibad Terrassenbad Markt Einersheim. Wenig weiter abwärts folgt ihm bis zur Mündung nahe die Gemeindegrenze zu den nördlichen Gebietsteilen der Stadt Iphofen. Tal und Bach beginnen etwas zu mäandrieren, er durchfließt das Gelände der Steinmühle, über der wieder zwei Quellen auf dem Abhang des oberen Mündungssporns Schäfersbergs (293 m ü. NHN) austreten. Auf dem letzten Abschnitt passiert er nacheinander vier Weiher ebenfalls an der linken, Einersheimer Seite. Dann mündet der Moorseebach aus seinem inzwischen etwa 50 Meter in die umgebende Landschaft eingetieften Tal östlich der Iphöfer Vogtsmühle von rechts auf etwa 250 m ü. NHN in den mittleren Breitbach, der hier im Zuge seines großen Bogens von Nordwest- auf Westlauf wechselt.
Der Moorseebach hat auf einer Länge von 5,2 km ein absolutes Gefälle von etwa 76 Höhenmetern und damit ein mittleres Sohlgefälle von etwa 15 ‰.

### Einzugsgebiet
Es umfasst etwa 9 km² und liegt im Nordteil der Hellmitzheimer Bucht vor dem westlichen Steigerwald im Unterraum Steigerwaldvorland des Naturraums Mainfränkische Platten. Die höchste Erhebung im Einzugsgebiet ist der Schloßberg, der nordwestlich des Quellgebiets liegt und eine Höhe von etwa 420 m ü. NHN erreicht.
Die Bucht liegt an einer größeren Wasserscheide, die Gewässer östlich von ihr – Hauptkonkurrent ist die Bibart – laufen in der alten danubischen Richtung südostwärts letztlich in die Aisch, die zwar über die Regnitz ebenfalls in den Main entwässert, allerdings in den Obermain mit einem großen Umweg durch Mittel- und Oberfranken. Der Moorseebach dagegen und sein Konkurrent jenseits der südlichen, linken Wasserscheide, der Hellmitzheimer Kirchbach in der Mitte der Bucht, entwässern über den Breitbach auf sehr kurzem Weg zum Maindreieck, das viel weiter unten am großen fränkischen Fluss liegt. Jenseits der rechten, nordwestlichen Wasserscheide führt der Iphöfer Siechhausbach sein Wasser über den Sickersbach wenig oberhalb dem Main zu.
Das Quellgebiet des Moorseebachs liegt im Landschaftsschutzgebiet LSG innerhalb des Naturparks Steigerwald (ehemals Schutzzone) LSG-00569.01 und damit innerhalb des Naturparks Steigerwald.
Geologisch liegt das Einzugsgebiet des Oberlaufs meist im Gipskeuper, die weiten Talmuldenbereiche schon ab dem Ende des Oberlaufs im Unterkeuper, während sich die Gipskeuperschicht auf der linken und rechten Wasserscheide fast bis an den Hangabfall ins Breitbachtal zieht.

### Zuflüsse
Liste der Zuflüsse vom Ursprung zur Mündung. Länge, Einzugsgebiet und Seefläche nach dem BayernAtlas.
Auswahl.
- (Zufluss), von rechts, ca. 300 m
- (Quellen), zwei von rechts, zwei von links
- (Weiher), von links, ca. 100 m
- (Zufluss), von links, zwei Quellen, ca. 300 m
- (Quellen), drei von rechts, zwei von links
- (Zufluss), von links, Graben und Quelle, ca. 650 m
- (Quelle), von links am Freibad
- (Quellen), zwei von links am Schäfersberg (293 m ü. NHN[3])
- (Weiher), vier von links

### Flusssystem Breitbach
- Liste der Fließgewässer im Flusssystem Breitbach

## Sehenswertes
Südlich von Markt Einersheim durchzieht der Moorseebach den Mühlengrund mit seinem Bestand alter Kopfweiden und seinen Feuchtwiesen. In allen vier Mühlen wurde früher Getreide gemahlen. Ein Teilstück des Mühlengrundes ist Bestandteil des Natura 2000 Netzwerkes und als Schutzgebiet DE6327302, Kalktuffquellen zwischen Willanzheim und Markt Einersheim ausgewiesen.